# Ertogrul

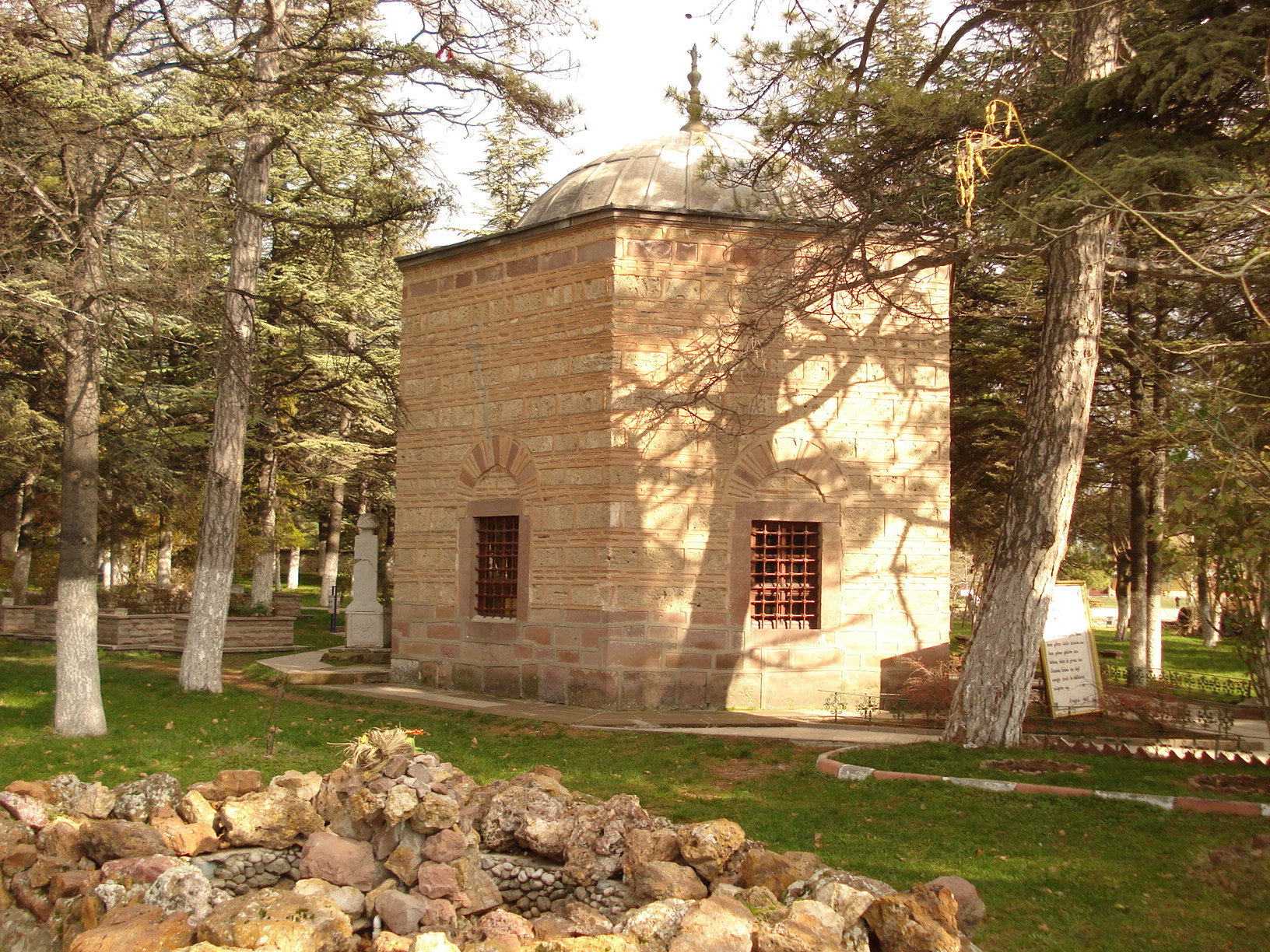
Tumba de Ertogrul Gazi

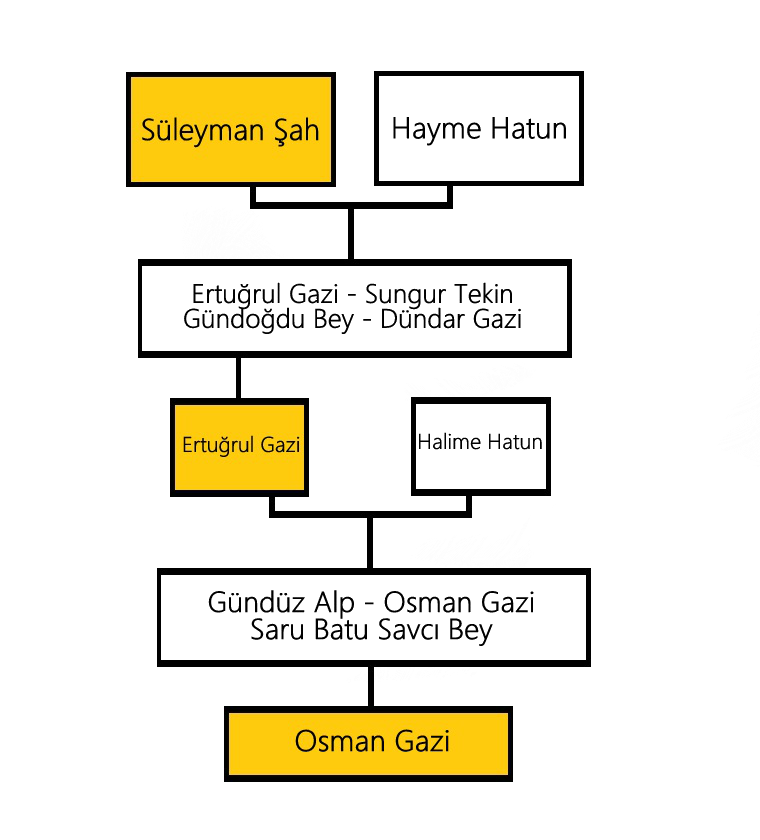
Genealogia de Ertogrul-Calime

Ertogrul (Ertuğrul; 1198 - 1281)  foi um líder dos cais (kayı boyu), uma tribo de turcos oguzes originários do norte do Irão. Foi também o pai de Osmã I, que viria a ser o fundador do Império Otomano. Seus outros dois filhos foram: Gündüz Alp, Savcı Bei (Saru Yati). 

## Biografia
Ertogrul era filho do líder tribal (Bei) da Tribo Kayi, Salomão Xá e de sua esposa Caime Catum e irmão de Dündar, Gündoğdu e de Sungurtekin.
Em sua juventude Ertogrul viu o Irão ser varrido pela invasão dos mongóis, em meados do século XIII, e a tribo Kayi ser forçada a deixar o Irão em direção à Anatólia. Durante a fuga, o pai de Ertogrul, Salomão Xá morreu afogado na travessia do rio Eufrates, quando batia em retirada de uma batalha perdida contra os mongóis. Assim, Ertogrul assumiu o comando da tribo dos Kayi aos 29 anos de idade
Aladino I Magno, o sultão seljúcida de Rum (Anatólia central), concordou em assentar Ertogrul e sua tribo no noroeste da Anatólia, em uma região ao redor da cidade de Söğüt, compreendida entre o rio Sangário e o monte Caraca Dague; na época um confim instável da fronteira turco-bizantina, e muito próxima a fortalezas gregas como Niceia, Bursa e Nicomédia.
Ertogrul, como mais tarde seu filho Osmã e seu neto Orcano I, recebeu do sultão de Rum o título de "Gazi", isto é, veterano de guerra, ou juiz e campeão da causa do Islão. No século XIX, uma fragata da Marinha Otomana recebeu o nome de Ertogrul, em sua memória.

## Descendência
Ertogrul casou-se com Calime Catum (nascida Calime Sultana), uma princesa seljúcida, filha de supostamente um irmão de Aladim I Magno. Com seu casamento com Ertogrul, e seu ingresso na tribo Kayi, ela passou a ser conhecida como Calime Catum e após a ascensão de seu filho Osmã I ao trono otomano, Calime ganhou o título de Valide Catum. O casal Ertogrul-Calime teve três ou quatro filhos, Gunduz Alpe, Savcı Bey e possivelmente Osmã I, assim como Saru Batu. O historiador Heath Ward Lowry , entre outros eruditos otomanos, afirma que a mãe de Osmã I é desconhecida pois algumas pessoas acreditam que Calime Catum morreu e anos depois Ertugrul se casou novamente  